# Município de Jefferson (condado de Clinton, Ohio)
O município de Jefferson (em inglês: Jefferson Township) é um município localizado no condado de Clinton no estado estadounidense de Ohio. No ano de 2010 tinha uma população de 1.399 habitantes e uma densidade populacional de 23,27 pessoas por km².

## Geografia
O município de Jefferson encontra-se localizado nas coordenadas 39° 16′ 54″ N, 83° 53′ 10″ O. Segundo a Departamento do Censo dos Estados Unidos, o município tem uma superfície total de 60.12 km², da qual 59,86 km² correspondem a terra firme e (0,43 %) 0,26 km² é água.

## Demografia
Segundo o censo de 2010, tinha 1.399 habitantes residindo no município de Jefferson. A densidade populacional era de 23,27 hab./km². Dos 1.399 habitantes, o município de Jefferson estava composto pelo 98,36 % brancos, o 0,29 % eram afroamericanos, o 0,07 % eram amerindios, o 0,07 % eram de outras raças e o 1,22 % eram de uma mistura de raças. Do total da população o 0,43 % eram hispanos ou latinos de qualquer raça.